# Образование във Велико Търново

## Училища

### Начални училища
През Османското владичество в града са съществували две гръцки училища. Към началото и средата на XVII век към Църквите в града се откриват килийни училища. В града са съществували:Начално училище „Митрополит Панарет“, Начално училище „Петър Дабаков“.

### Средни училища
- Професионални гимназии:
  - Професионална гимназия по туризъм „Доктор Васил Берон“;
  - Старопрестолна гимназия по икономика
  - Професионална гимназия по моден дизайн;
  - Професионална гимназия по строителство, архитектура и геодезия „Ангел Попов“
  - Професионална гимназия по електроника „Александър Попов“.

- Други гимназии:
  - Езикова гимназия „Професор доктор Асен Златаров“;
  - Природо-математическа гимназия „Васил Друмев“;
  - Хуманитарна гимназия „Св. св. Кирил и Методий“.

- Колежи:
  - Американски колеж „Аркус“;
  - Частен професионален колеж по икономика и счетоводство.

- Средни общообразователни училища:
- СОУ „Вл. Комаров“;
- СОУ „Г. С. Раковски“;
- СОУ „Вела Благоева“;
- СОУ „Емилиян Станев“

## Университети
Във Велико Търново има 2 университета. Функционират и:
- Професионален сержантски колеж, пряко подчинен на началника на Националния военен университет, както и
- Център за дистанционно обучение към Висшето училище по агробизнес и развитие на регионите.

### Великотърновски университет „Св. св. Кирил и Методий“
Великотърновският университет е вторият в България след Софийския университет „Св. Климент Охридски“.